# 키플리 브라운
키플리 브라운(Kipleigh W. Brown, 2000년 1월 1일 ~ )은 미국의 배우, 사진가, 텔레비전 배우, 영화배우이다.
시카고에서 태어났다.

## 영화
- 어제는 거짓말이었다 (2008년)